# Víctor Latou Jaume
Víctor Latou Jaume, né le 30 avril 1913 à Montevideo, en Uruguay, et mort le 12 décembre 2002, à Antofagasta, au Chili, est un ancien joueur de basket-ball uruguayen.